# Seznam osobností vyznamenaných 28. října 2010
Seznam osobností, které prezident České republiky Václav Klaus vyznamenal státními vyznamenáními dne 28. října 2010.

## Řád Bílého lva

### vojenská skupina
- plk. Emil Boček (III. třída)
- plk. Marie Ljalková (II. třída)
- plk. Jan Plovajko (III. třída)

## Řád Tomáše Garrigua Masaryka
- JUDr. Jan Haluza (II. třída)
- Julie Hrušková (II. třída)
- Jan Janků (II. třída)
- Josef Vlček (II. třída)

## Medaile Za zásluhy
- prof. PhDr. František Daneš, DrSc. (II. stupeň)
- páter František Fráňa (III. stupeň)
- plk. Ing. Roman Hlinovský (III. stupeň)
- Jaromír Jágr (II. stupeň)
- prof. Milan Knížák (I. stupeň)
- prof. Ing. Miroslav Kutílek DrSc. (III. stupeň)
- Hana Maciuchová (III. stupeň)
- Ing. Jiří Michal (II. stupeň)
- prof. RNDr. Jaroslav Nešetřil, DrSc. (III. stupeň)
- prof. Karel Raška, PhD. (I. stupeň)
- prof. MUDr. Milan Šamánek, DrSc. (I. stupeň)
- Karel Šiktanc (II. stupeň)
- Vladimír Válek (III. stupeň)
- Ing. Blanka Wichterlová, DrSc. (II. stupeň)
- PhDr. Eva Zaoralová (II. stupeň)